# Robert Dorgebray
Robert Dorgebray (n. 16 octombrie 1915, Nesles-la-Vallée⁠(d), Seine-et-Oise, Franța – d. 29 septembrie 2005, Paris, Île-de-France, Franța) a fost un ciclist de performanță francez, medaliat olimpic. A participat la o ediție a Jocurilor Olimpice (1936) în care a câștigat o medalie de aur.

## Participări
Lista de mai jos prezintă principalele competiții la care a participat Robert Dorgebray de-a lungul carierei.
- cycling at the 1936 Summer Olympics – men's team road race[*]